# Caspar Schober

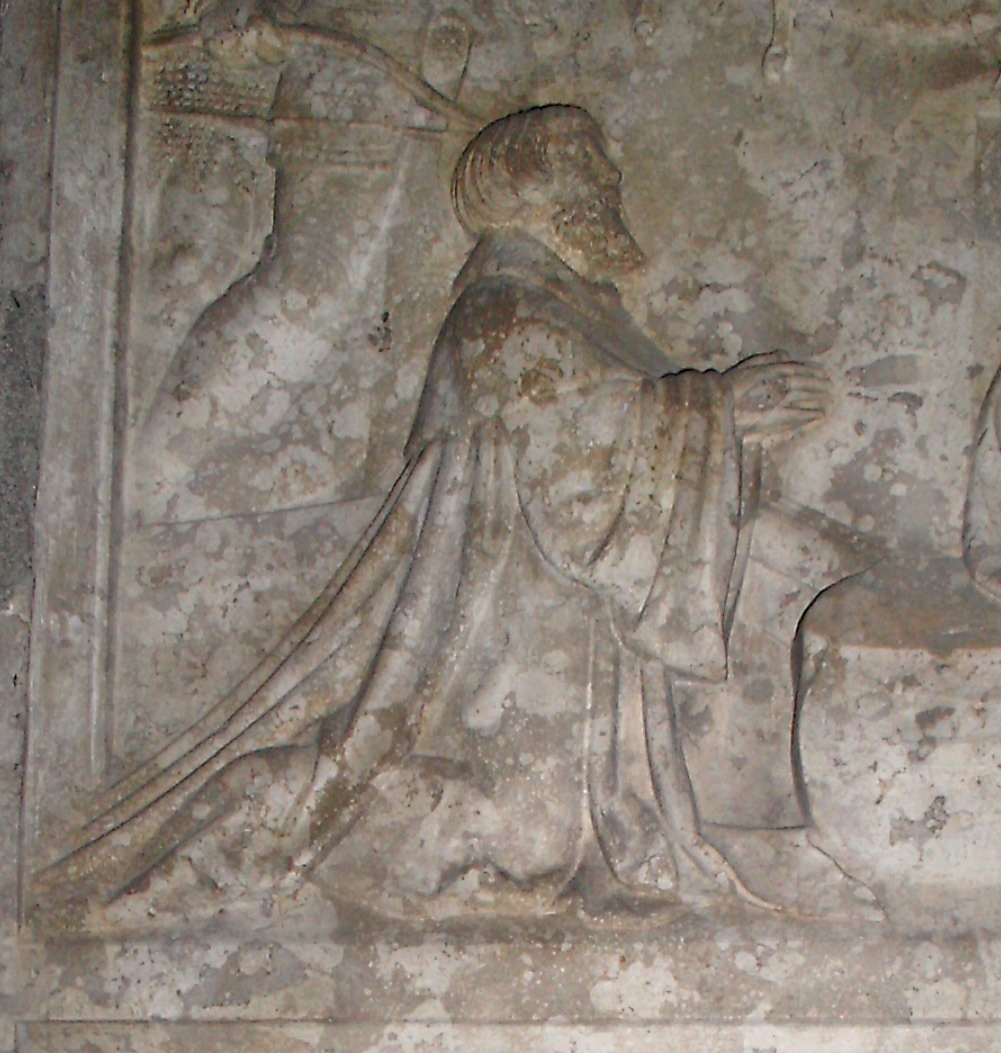
Caspar Schober auf seinem Epitaph im Speyerer Dom

Caspar Schober, oft auch Kaspar Schober (* 1504, in Ingolstadt; † 20. November 1532 in Speyer) war ein Professor der Rechte und Richter am Reichskammergericht zu Speyer.

## Leben und Wirken
Caspar Schober entstammte der alteingesessenen Bürger- und Wirtsfamilie Schober aus Ingolstadt. Sein Vater Georg Schober († 1547) war lange Jahre Bürgermeister der Stadt.
1514 begann der Junge in Ingolstadt seine Studien und ließ sich 1521 an der Albert-Ludwigs-Universität im damals österreichischen Freiburg immatrikulieren, wo er ein Schüler des Humanisten Konrad Heresbach (1496–1576) wurde, mit dem er zeitlebens verbunden blieb.
Von hier aus zog er 1525 mit dem ihm befreundeten Johann von Vlatten (1498–1562) nach Bologna, wo er bis 1527 lebte und studierte. Am 14. Januar 1528 wurde Caspar Schober in Ferrara zum Doktor juris utriusque (beider Rechte) promoviert und kehrte wieder in die Heimat zurück. An der Universität Ingolstadt lehrte er als Professor der Rechtskunde und unterrichtete ebenso in griechischer Literatur.
Schon 1529 wurde der bayerische Herzog Wilhelm IV.  auf ihn aufmerksam und präsentierte ihn als Assessor – d. h. als Richter – an das Reichskammergericht in Speyer.
1532 entsandte man Caspar Schober in einer diplomatischen Mission zu Kaiser Karl V. nach Brüssel. Kaum nach Speyer zurückgekehrt starb er am 20. November des Jahres, im Alter von knapp 29 Jahren, an einem Fieber, das er sich auf der Reise zugezogen hatte.
Der Lokalhistoriker Ludwig Gemminger bezeichnet Caspar Schober als „eine ausgezeichnete Zierde der Schoberischen Familie“ und einen „seltenen Schmuck der Stadt Ingolstadt“.
Laut einer Anmerkung in den Universitätsmatrikeln von Ingolstadt hat der geistliche Humanist und Apostolische Protonotar Celio Calcagnini (1479–1541) in Ferrara eine Lobrede auf Caspar Schober verfasst, die in seinen Opera aliquot (publiziert posthum, Basel, 1544) auf Blatt 550 überliefert ist. Calcagnini war eine der bekanntesten italienischen Geistesgrößen seiner Zeit und ein Freund von Nikolaus Kopernikus.

## Beisetzung und Grabstein

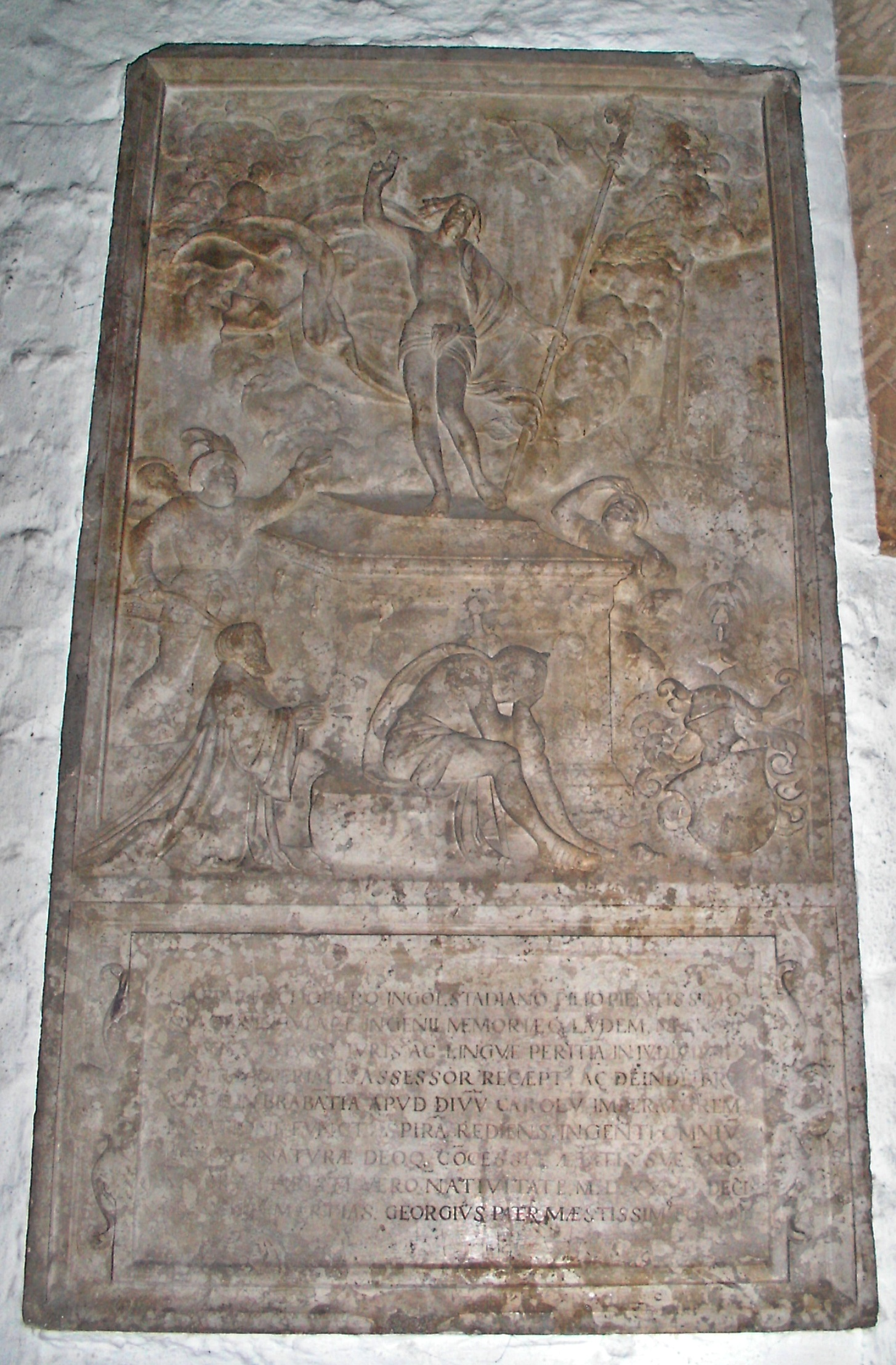
Epitaph von Caspar Schober im Speyerer Dom

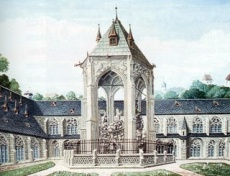
Ehem. Kreuzgang an der Südseite des Speyerer Domes. Er diente bis 1689 als Grablege der Kathedrale; die Ölbergkapelle in der Mitte steht noch.

Schober wurde im Kreuzgang des Speyerer Domes bestattet, der beim Stadtbrand von 1689 unterging und eine Ruine blieb. 1820 trug man auch die Reste ab, wobei Schobers Grabplatte in die St. Afra-Kapelle des Domes gelangte und in deren nördliche Innenwand eingelassen wurde, wo sie sich noch heute befindet. Der sehr kunstvoll und fein gefertigte Renaissance-Epitaph mit einer Auferstehungsszene nach Martin Schongauer wird dem Eichstätter Bildhauer Loy Hering bzw. seiner Werkstatt zugeschrieben. Ein fast identisches, vermutlich vom selben Künstler geschaffenes Pendant, ist die Grabplatte des herzoglich bayerischen Landrichters Sigmund Langenmantel († 1545), in der Pfarrkirche Mariä Himmelfahrt zu Kelheim.
Caspar Schobers Bruder Thomas († 1572, in Wien) war ebenfalls Rechtsgelehrter und folgte ihm als Richter am Reichskammergericht Speyer nach. Später (ab 1558) avancierte er zum Reichshofrat der Kaiser Ferdinand I. und Maximilian II. Auch der Schwager beider Brüder, Nicolaus Everhardus (senior) (1495–1570), wirkte ab 1535 in gleicher Funktion am Reichskammergericht zu Speyer. Es ist zu vermuten, dass diese beiden in Speyer aufenthältlichen Verwandten die prächtige Grabplatte im Kreuzgang des Speyerer Domes setzen ließen. Auf ihr heißt es, der „Vater Georg“ habe sie errichten lassen. Die Anregung zum Grabmal ging also eindeutig von der Familie Schober selbst aus und wurde vor Ort wohl durch die beiden anwesenden Familienmitglieder ausgeführt.
Auf Caspar Schobers Epitaph im Speyerer Dom ist unter dem auferstandenen Christus sowohl er selbst, als auch ein Familienwappen abgebildet. Der Bruder Thomas Schober und mit ihm die Familie, soll von Kaiser Karl V. in den Adelsstand erhoben worden sein, wonach sie ein Wappen führten. Auch das Familienwappen auf Caspar Schobers Grabstein könnte daher ein Hinweis auf die Urheberschaft durch den frisch geadelten und wappenführenden Bruder Thomas sein. Die Familie nannte sich nach der Nobilitierung „Schober von Tachenstein“.
Der aus Kelheim stammende Eichstätter Domherr und Ingolstadter Theologieprofessor bzw. Vizekanzler der Universität, Albrecht Hunger (1545–1604) war der Großneffe von Caspar Schober; er bezeichnete sich selbst als sein „pronepos über die mütterliche Linie“. Sein Vater Wolfgang Hunger war mit Schobers Nichte Anna Spiess verheiratet, deren Mutter Elisabeth Schober wiederum die Schwester Caspar Schobers war.